# Екомарафон «Шелл»
Екомарафон «Шелл» (англ. Shell Eco-marathon) — це всесвітній конкурс з енергоефективності, який фінансується «Шелл». Учасники будують автомобільні транспортні засоби для досягнення максимально високої економічності палива. У рамках екомарафону «Шелл» є два класи автомобілів: «Прототайп» та «УрбанКонцепт».
Екомарафон «Шелл» розділений на три категорії відповідно до використовуваних засобів: електричний акумулятор, водневий паливний елемент та двигун внутрішнього згоряння (бензин, етанол або дизель). Призи присуджуються окремо для кожного класу транспортних засобів та енергетичних категорій. Вершиною змагань є чемпіонат світу з водіння екомарафону «Шелл», де найефективніші машини «УрбанКонцепт» змагаються в перегонах з обмеженою кількістю енергії. Змагання з екомарафону «Шелл» проводяться у всьому світі, станом на 2018 рік відбулося дев'ять таких подій. Сезон змагань 2018 року включав заходи, що проводилися в Сінгапурі, Каліфорнії, Парижі, Лондоні, Стамбулі, Йоганнесбурзі, Ріо-де-Жанейро, Індії та Китаї. Учасники — студенти з різних академічних професій, а також університетські команди, такі як минулі фіналісти від університету Британської Колумбії, Дюкського університету, університету Торонто та Каліфорнійського університету, що в Лос-Анджелесі. У 2018 році понад 5000 студентів із понад 700 університетів у 52 країнах взяли участь в екомарафоні «Шелл».

## Історія
У 1939 році група вчених компанії «Шелл», яка базувалась у дослідницькій лабораторії у Вуд-Рівері по-дружньому посперечалася: хто зможе проїхати на власному автомобілі найдалі на одному галоні палива. Переможець зекономив палива на 49,73 милі. Повторення виклику дало різкі покращення результатів, а світовий рекорд був встановлений французькою командою у 2003 році під назвою «Мікрожоуль» з продуктивністю 10 705 миль на галон. Європейський рекорд екомарафону щодо вступу двигуна внутрішнього згоряння був встановлений у 2004 році командою з Франції — 3410 км на літр палива. Прототип транспортних засобів, що використовують паливні елементи, здатні підвищити енергоефективність. Поточний рекорд — 12 665 миль на галон, встановлений у 2005 році «ПЕК-Кар II». Світовий рекорд в ефективності використання дизельного палива був досягнутий командою з університету Політехніки у Валенсії у 2010 році — 1396,8 кілометра на літр. На відміну від цього, найбільш ефективні дизельні легкові автомобілі досягають 60 миль на галон, а деякі потужні спортивні автомобілі досягають лише 8 миль на галон. Прототип транспортних засобів, що використовують паливні елементи, мають більшу енергоефективність. У 2005 водневий автомобіль, побудований швейцарською командою «ETH Цюріх», досяг запланованих 3836 км на еквівалент одного літра палива, що рівноцінно відстані між Парижем та Москвою. У 2013 році світовий рекорд ефективності етанолу встановила «Мультидисциплінарна тулузька інженерія [Архівовано 23 березня 2021 у Wayback Machine.]» — 3100 км на літр етанолу, що рівнозначно відстані між Тулузою та Стамбулом.

## Події
Як було зазначено вище, екомарафон має різні класи конкуренції, залежно від використовуваного джерела енергії: паливні елементи, сонячні елементи, бензин, дизельне паливо та зріджений газ. Проте, під час змагань всі автомобілі мають досягати середньої швидкості щонайменше 15 км/год на загальній відстані в 16 км. Конкурс, як правило, являє собою автогонку перекритими міськими вулицями. Паливо строго вимірюється для кожного учасника на початку та наприкінці конкурсу. Різниця використовується для розрахунку середнього споживання пального в транспортному засобі. Транспортні засоби, що працюють на сонячних батареях, не можуть здобути головний приз за економію палива.
У 2017 році понад 100 студентських команд із багатьох країн брали участь у марафоні «Шелл екомарафон Америки» з натовпом понад 20000 чоловік під час змагань у центрі «Кобо» в Детройті.

## Транспортні засоби
Найефективніші машини призначені для високої результативності. Деякі транспортні засоби використовують різноманітне технічне забезпечення, завдяки якому вони на короткий час розганяються з 10 до 20 миль/год (від 16 до 32 км/год), а потім вимикають двигун і рухаються, поки швидкість не знизиться до 16 км/год. Цей процес повторюється, у результаті чого середня швидкість руху становить 15 миль/год.
Транспортні засоби є вузькоспеціалізованими та оптимізованими, тому не призначені для повсякденного використання. Такі конструкції представляють те, чого можна досягти з допомогою сучасних технологій, і дають змогу зазирнути в майбутнє дизайну автомобілів, заснованого на мінімальному екологічному впливі у світі зі зменшеними запасами нафти. Роботу учасників можна використати, щоби продемонструвати, як виробники можуть змінювати на покращувати свою продукцію.